# CAPEX - OPEX
Pour les articles homonymes, voir OPEX (homonymie).
Les OPEX ou dépenses d'exploitation (de l'anglais operational expenditure) sont les charges courantes pour exploiter un produit, une entreprise, ou un système. Les CAPEX ou dépenses d'investissement (de l'anglais capital expenditure) se réfèrent aux immobilisations, c'est-à-dire aux dépenses qui ont une valeur positive à long terme.
Le choix d’affecter des dépenses futures programmées en OPEX ou CAPEX s’effectue lors de la construction budgétaire de l’année (automne de l’année N-1) . L’affectation se décide lors de l’engagement des dépenses. La description et l’argumentation du motif de la dépense permet de la qualifier. Elle sera finalement examinée par les commissaires aux comptes avec lesquels des règles seront établies. 
Par exemple, l'achat d'un photocopieur est le CAPEX (non consommable), et le coût annuel de papier et de cartouches consommées est l'OPEX. Idem pour l'achat d'une machine dont l'investissement important nécessite un amortissement sur plusieurs années : cependant les matières premières qu'elle utilisera pour son fonctionnement seront des "consommables" qualifiés en OPEX, ainsi que l'eau, l'électricité, le gaz, etc ... dont elle aura éventuellement besoin pour son fonctionnement normal.
Pour de plus grands systèmes comme les entreprises, l'OPEX peut également inclure le coût des employés et des dépenses de service telles que le loyer et l'eau, le gaz, l'électricité, etc.

## OPEX contrôlables et non contrôlables
Parmi les OPEX, l'entreprise distingue les OPEX dits « contrôlables » des OPEX sur lesquels le gestionnaire du réseau n'a aucun contrôle. Les OPEX contrôlables correspondent aux « running costs of business » (les coûts récurrents d'exploitation) et incluent : les coûts salariaux, les coûts des matériaux et des sous-traitants, les dépenses d'études, les coûts de calcul, les frais de communication, les frais d'assurance ainsi qu'une allocation des frais généraux.

## Grille Capex - Opex
Les Anglo-saxons utilisent de plus en plus la distinction Capex (capital expenditure ou dépenses d’investissement) et Opex (operating expenditure ou dépenses de fonctionnement, d’exploitation). Parfois les choix sont délicats, notamment sur les actifs immatériels.
Le sujet est au cœur des préoccupations des directions informatiques avec notamment l’attention portée au SaaS (Software as a service) et par l’apparition du Cloud Computing, à propos des équipements informatiques. Par exemple : est-il plus économique d’acheter des serveurs et des équipements de stockage pour constituer son propre centre de données (dépense Capex) ou de payer à l’utilisation un ensemble de services « cloud » d’hébergement, de stockage… (dépense Opex) ?

## Achat ou location?

C’est une des questions clés qui se pose au moment d’un investissement structurel. Comment financer un équipement ? En général, si on compare le coût d'achat au coût d'une location sur 36 mois, la location est plus onéreuse.[réf. nécessaire] Mais si on intègre les dépenses induites ou indirectes liées à son utilisation (occupation d'une salle, électricité, climatisation, gestion de l'équipement, gestion de son renouvellement…), alors les résultats ne sont plus du tout les mêmes. Et il est parfois plus économique de louer, d’autant plus si le bien qui sera utilisé ne le sera pas à 100 %.[réf. nécessaire]
Par ailleurs, dans une économie en crise, les entreprises auront plutôt tendance à se diriger vers l’opérationnel (Opex) car l’accès au financement devient beaucoup plus difficile. Dans une économie en croissance, ce sera le contraire et les entreprises auront tendance à plus se diriger vers le Capex.
La mise en évidence de Capex/Opex est surlignée par l’informatique, notamment avec le développement du web. En effet, l’activité Internet génère peu de frais en comparaison des dépenses de fonctionnement traditionnelles. L’orientation même du marché privilégie davantage les dépenses de fonctionnement plutôt que les dépenses d’investissement.[réf. nécessaire]
Le choix entre Opex et Capex se pose aussi dans l’industrie pour le financement des biens d’équipements. L’achat sur fonds propres ou le financement par crédit-bail d’un équipement est un Capex, alors que la location opérationnelle d’un équipement est un Opex. Cependant, lorsqu’un investissement n’est pas directement valorisant pour l’entreprise (ex. investissement visant à faire des économies ou améliorer la production), il est plus judicieux de le louer et en faire ainsi un Opex, afin de préserver le Capex pour les investissements qui valorisent directement l’entreprise (ex. nouveaux points de vente, rachat d’un concurrent, etc.).